# Lippetal
Lippetal is een gemeente in de Duitse deelstaat Noordrijn-Westfalen, gelegen in de Kreis Soest. De gemeente Lippetal telt 11.949 inwoners (31 december 2020) op een oppervlakte van 126,58 km².
De gemeente ligt in, en is genoemd naar het dal van de rivier de Lippe.

## Indeling, bevolkingscijfers
Lippetal omvat 11 kernen: Brockhausen, Heintrop-Büninghausen, Hultrop, Krewinkel, Wiltrop, Lippborg, Niederbauer, Nordwald, Hovestadt, Oestinghausen, Herzfeld en Schoneberg.

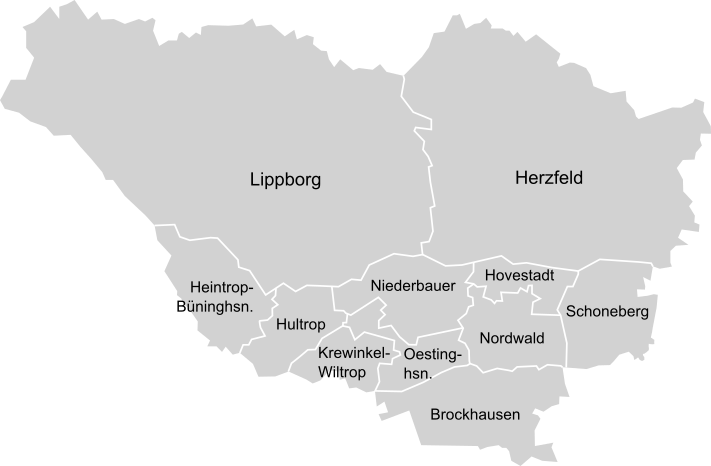
Ligging der Ortsteile van Lippetal

Inwonertal per Ortsteil: 
- Brockhausen	376
- Heintrop-Büninghausen 352
- Herzfeld	3.325[2]
- Hovestadt	1.189
- Hultrop	457
- Krewinkel-Wiltrop 129
- Lippborg	2.990[3]
- Niederbauer	292
- Nordwald	477
- Oestinghausen	1.947
- Schoneberg	540

TOTAAL:	12.074.
Bron: website gemeente Lippetal. Exclusief tweede-woningbezitters. Peildatum: 30 september 2020.
Het gemeentebestuur is over diverse locaties verspreid. Het belangrijkste kantoor is het zgn. Raadhuis II in de voormalige spaarbank van het direct ten zuiden van Herzfeld gelegen Hovestadt.

## Ligging, verkeer, vervoer
De gemeente ligt in het dal van de rivier de Lippe. Deze is alleen voor kano's en kleine roeibootjes bevaarbaar. Dit geldt ook voor de door Oestinghausen stromende Ahse, een zijrivier van de Lippe. Het landschap in de gemeente is tamelijk vlak (hoogte 70-100 meter boven zeeniveau), met veel boerenland en alleen rondom Lippborg en kasteel Assen grotere stukken bos.

### Naburige gemeentes
- In het noorden: Wadersloh
- In het noordwesten: Beckum
- In het westen: Hamm
- In het zuidwesten: Welver
- In het zuiden: Soest, en iets ten oosten daarvan, Bad Sassendorf
- In het oosten: Lippstadt.

### Wegverkeer
Op 6 km ten west-noordwesten van Lippborg, aan de door het Lippe-dal lopende hoofdweg naar Hamm, bevindt zich afrit 19 van de Autobahn A2. De van west naar oost lopende hoofdweg loopt door Lippborg en 8 km verder oostelijk door Herzfeld heen, en eindigt te Cassel bij Lippstadt. Van Lippborg naar het centrum van Lippstadt is dit ongeveer 23 km rijden.
Via een binnenweg rijdt men vanuit Herzfeld via Diestedde, gemeente Wadersloh (9 km) naar het nog 9 km verder noordelijk gelegen Oelde. Direct voor Oelde kan men op afrit 21 de A2 bereiken.

### Openbaar vervoer
De gemeente Lippetal heeft geen spoorwegstations voor reizigersvervoer meer. Het in 1903 aangelegde, in 1964 voor reguliere passagierstreinen en rond 1977 voor goederentreinen gesloten, spoorlijntje Hamm-Lippborg is alleen nog een museumspoorlijn.
Herzfeld heeft een regelmatige busverbinding met het station van Soest. Enkele malen per dag (niet in de weekends) rijdt een bus van Herzfeld via Lippborg naar Beckum v.v.. Lippborg is verder alleen per taxibus te bereiken, die op vaste tijden rijdt, en in feite een belbus is. Daarnaast rijden er nog enige schoolbuslijnen, die 's morgens vroeg vanuit de kleinere plaatsen 1 rit naar de scholen uitvoeren, en in de namiddag enige malen in de andere richting rijden. In de weekends, en zeker op zondag, is er in de gehele gemeente nagenoeg geen openbaar vervoer.

## Economie
De gemeente Lippetal heeft de (wel in belang afnemende) landbouw en veeteelt als belangrijkste bestaansbron. 
In de gemeente zijn enige bedrijventerreinen, waarop bijna uitsluitend midden- en kleinbedrijfs-ondernemingen van niet meer dan plaatselijk belang zijn gevestigd.
Daarnaast is er een in belang toenemend toerisme, met name gericht op fietstoerisme. Ook de bedevaarten zijn economisch van belang als inkomstenbron voor horeca en middenstand.

## Geschiedenis
Herzfeld bestaat met zekerheid al sinds omstreeks 800. Het was in de tijd van Karel de Grote een kerkelijk missiecentrum, waar de heilige Ada van Herzfeld en haar gemaal Egbert van Saksen het christendom hielpen vestigen.
Lippborg wordt in 1189 voor het eerst vermeld in een in opdracht van Herman II van Katzenelnbogen, bisschop van Münster, opgesteld belastingdocument.
Ook Oestinghausen (1186) en vele andere dorpen en gehuchten in de gemeente bestonden reeds in de middeleeuwen, veelal rondom kleine kerkjes.
De Reformatie van de 16e eeuw heeft op dit gebied weinig greep gekregen. Vrijwel alle christenen in de gemeente zijn, tot op de huidige dag, rooms-katholiek.
Over de geschiedenis van de gemeente na de middeleeuwen is weinig bekend. Waarschijnlijk hebben er zich geen historische gebeurtenissen van meer dan plaatselijke betekenis voorgedaan.

## Bezienswaardigheden
- Historische rooms-katholieke kerkgebouwen, waaronder:
  - de Sint-Stevenskerk te Oestinghausen, gebouwd rond het jaar 1000 als zaalkerk  in romaanse stijl; uitgebreid in de 13e eeuw en in 1715, uit welk jaar de torenspits dateert. Gerestaureerd in 1975. Bij deze kerk behoort een ernaast staand, oud vakwerkhuis, met de naam Chur-cöllnisches Amtshaus (Keur-Keuls Ambtshuis)  waarin het kleine dorpsmuseum (Heimathaus) van Oestinghausen is ondergebracht.
  - de in 1859 in de stijl der neogotiek gebouwde kerk St. Cornelius en Cyprianus te Lippborg; deze bevat een kleine reliek van de heilige Liudger.
  - De St. Idabasiliek te Herzfeld werd in de stijl der neogotiek gebouwd. De bouw was voltooid in 1900. Ook het weelderige interieur, waaronder een opmerkelijk, uit hout gesneden altaarstuk, is neogotisch. Het is een belangrijke bedevaartkerk, waar het gebeente van de heilige Ida van Herzfeld rust. Sinte Ida, echtgenote van Egbert van Saksen, was een nazate van Karel Martel en stierf in het jaar 825. In Duitsland geldt zij als beschermheilige van met name zwangere vrouwen en van mensen met een zwakke gezondheid. Sedert 2011 is de kerk een basilica minor. Jaarlijks vindt in september, tijdens het volksfeest Ida-Woche, naar en rondom deze kerk een grote bedevaart met processie plaats.
- Kasteel Assen (3 km ten noordoosten van Lippborg; bouwjaar 1564) is in het bezit van een katholieke congregatie met de naam Servi Jesu et Mariae, die er van 1997-2016 een internaat had, en het gebouw daarna liet restaureren en er een religieuze bestemming (klooster voor novieten) aan gaf. Eén keer per maand, op een zondagmiddag, kan men het kasteel in het kader van een, vooraf te boeken, rondleiding bezichtigen.
- Kasteel Hovestadt (bouwjaar 1572; uitgebreid in 1733 onder architectuur van Johann Conrad Schlaun) wordt door een fraaie, voor publiek opengestelde, baroktuin omgeven. Het kasteel zelf kan niet bezichtigd worden.
- Het natuurschoon, met name het oeverlandschap langs de Lippe, waarvan grote delen vogelreservaat zijn, maar waar wel wandel- en fietsroutes langs lopen, trekt liefhebbers tot ver buiten de regio aan.
- Talrijke fietsroutes; de gemeente beschouwt het fietstoerisme als een van haar belangrijkste middelen van bestaan
- Sändkers Windmühle Heintrop (klein museum in een uit 1813 daterende windmolen; op zaterdagmiddagen geopend)
- Het spoorlijntje Hamm-Lippborg is een museumspoorlijn. Er zijn normaliter ongeveer 15 maal per jaar toeristische ritten in historische diesel- of stoomtreinen over deze lijn mogelijk. Ook voor de jaarlijkse intocht van Sinterklaas wordt van zo'n trein gebruik gemaakt.

## Afbeeldingen

### Kerkgebouwen e.d.

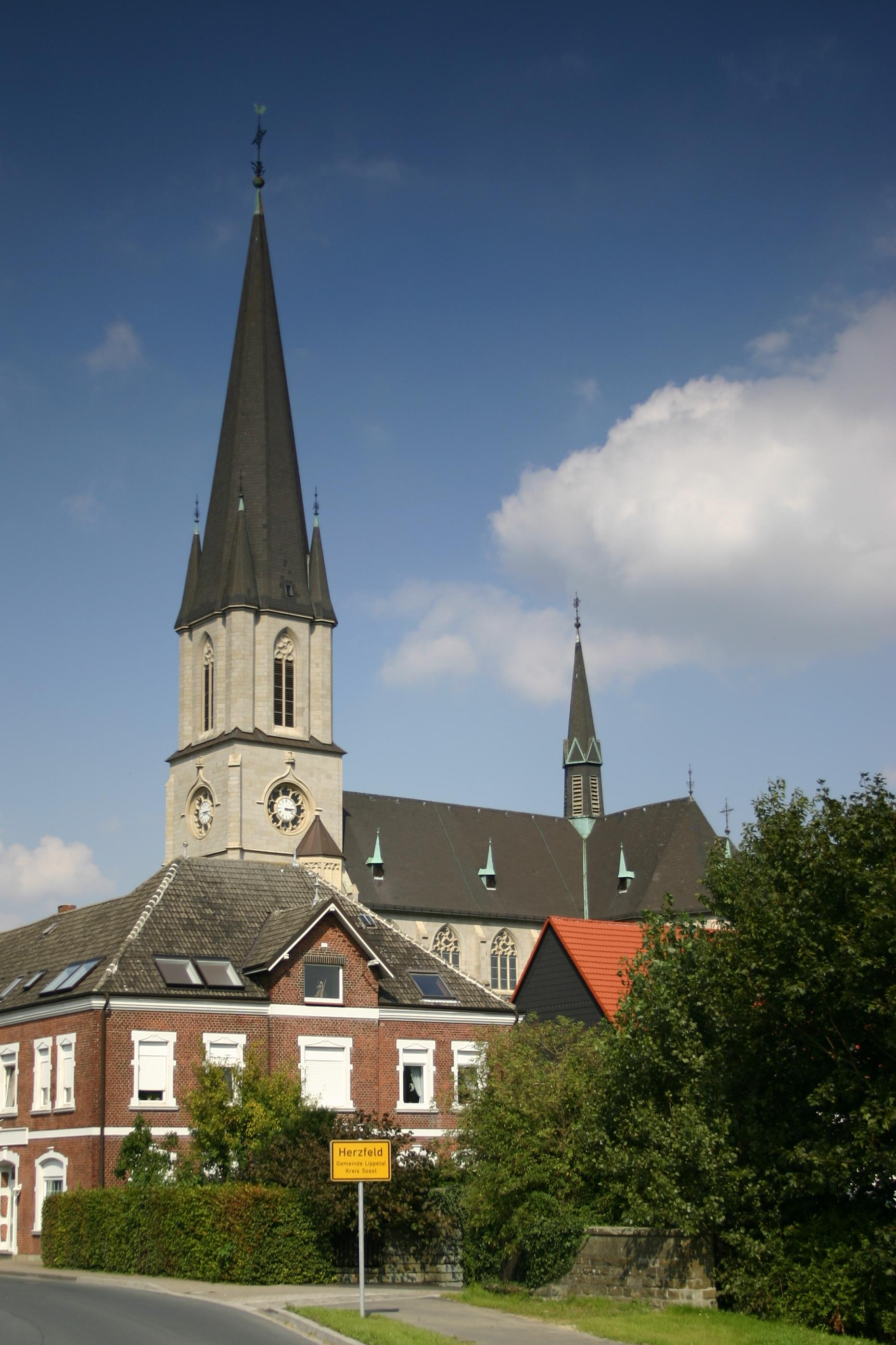
Sint-Idakerk, Herzfeld
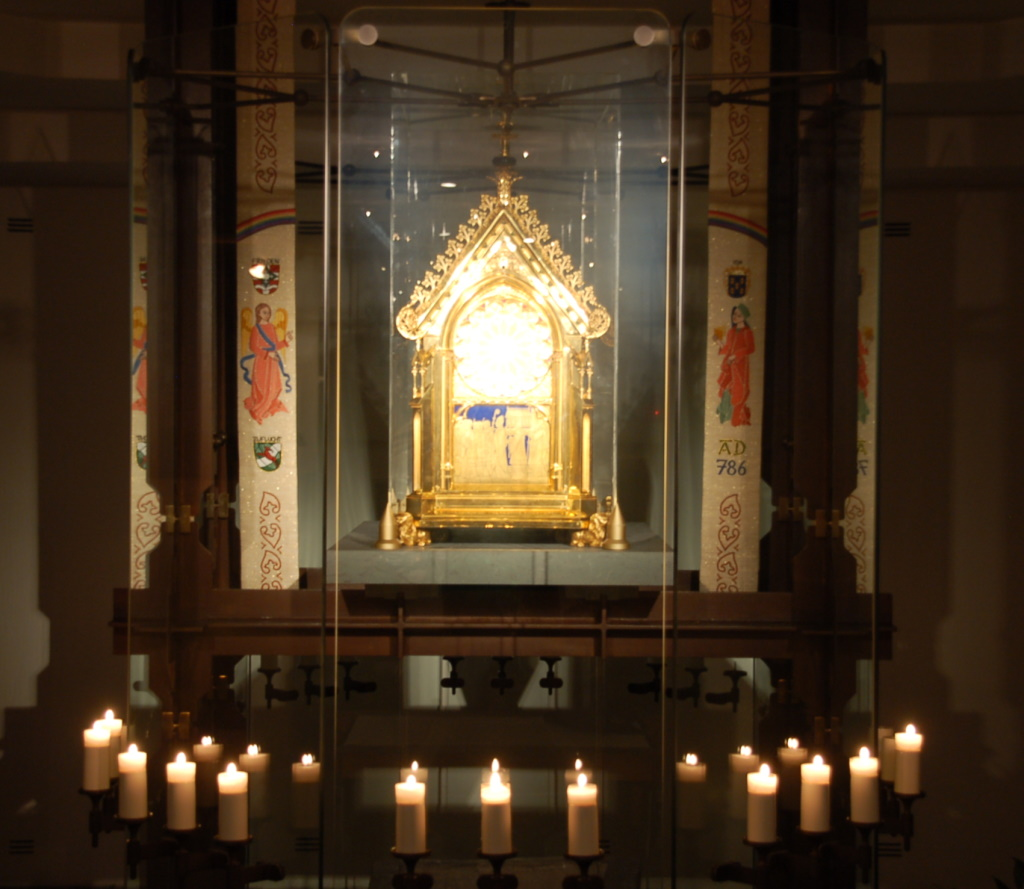
Sint-Ida-schrijn in de crypte van deze kerk
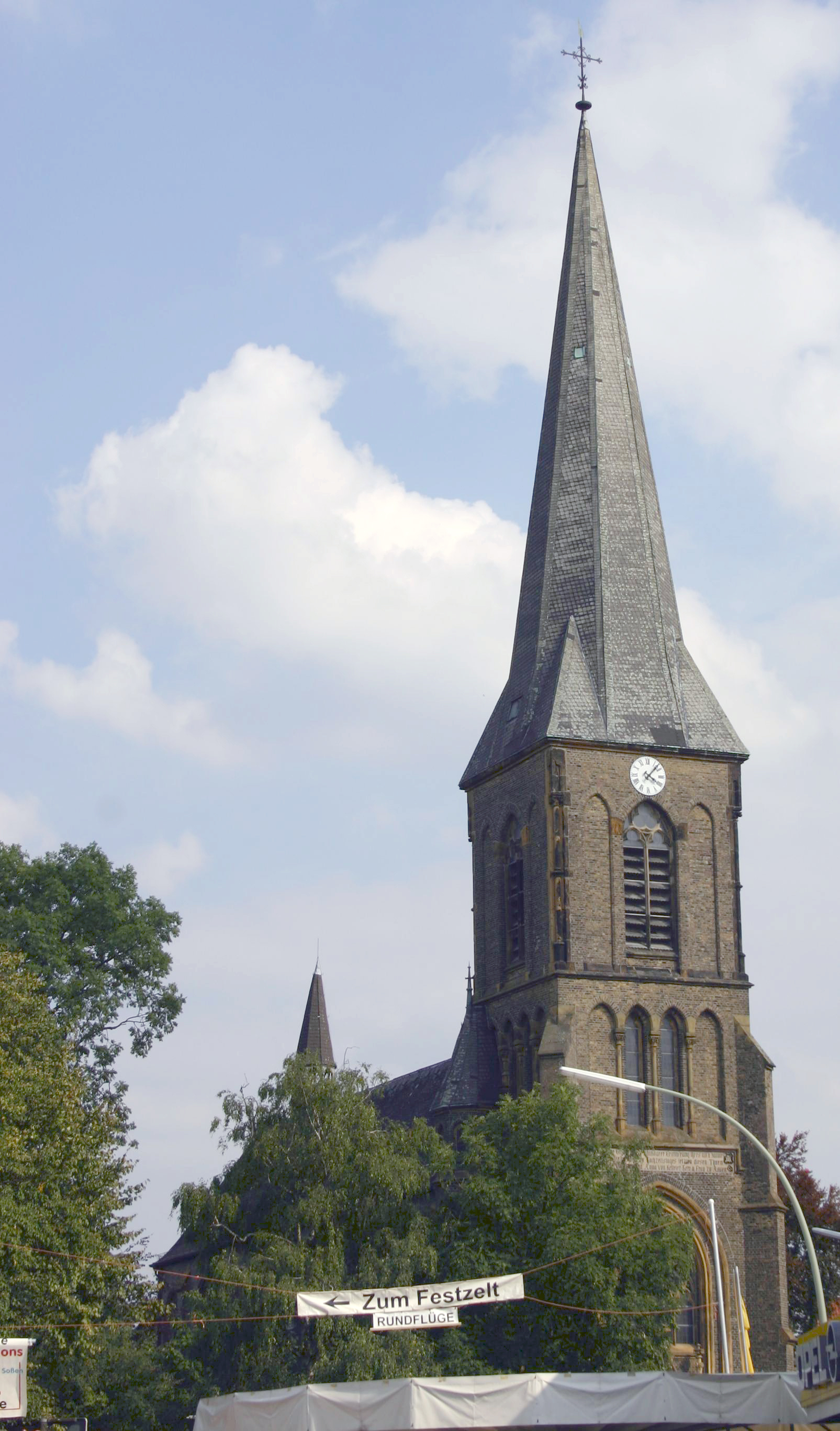
Kerk St. Cornelius en Cyprianus, Lippborg
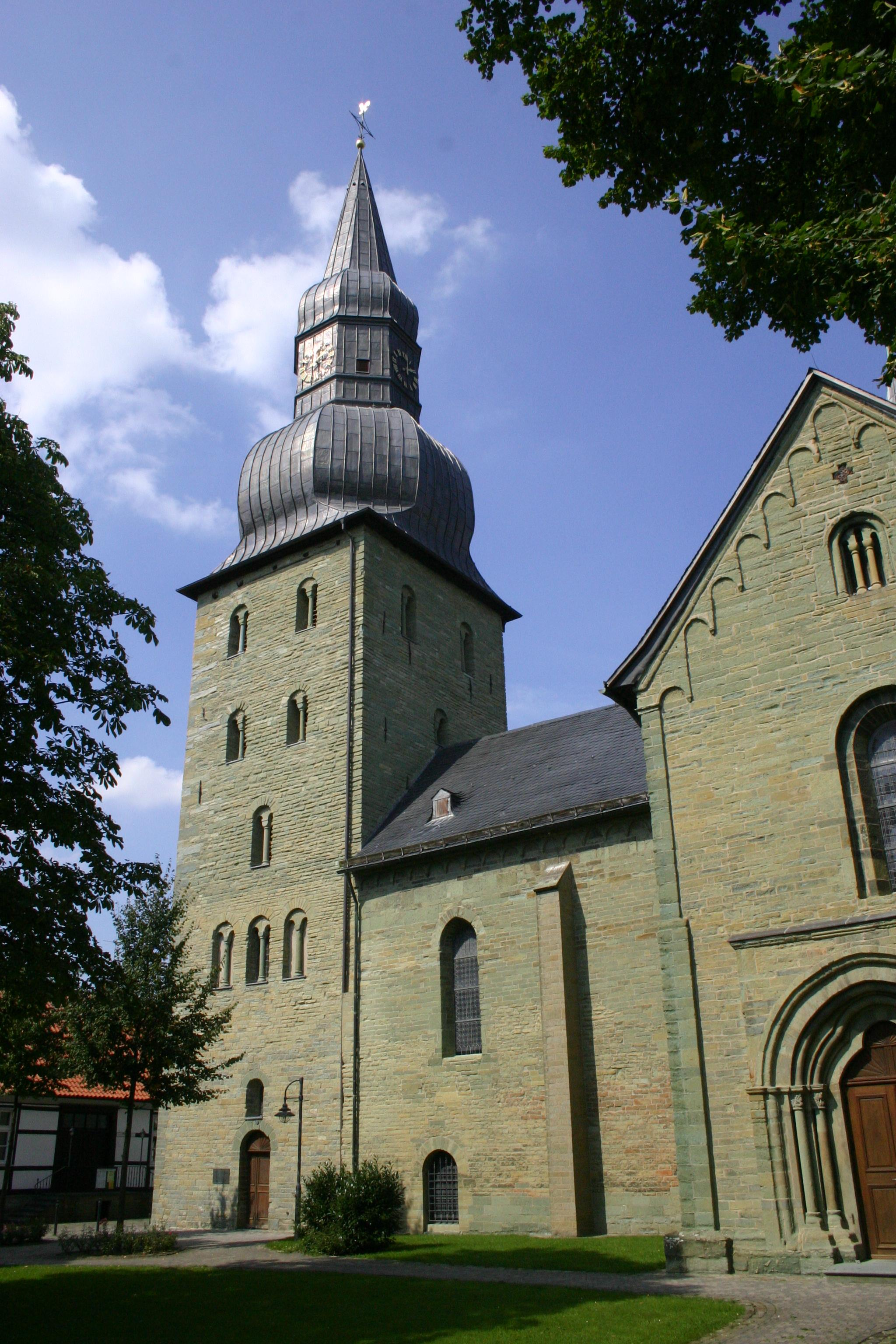
Sint-Stevenskerk, Oestinghausen
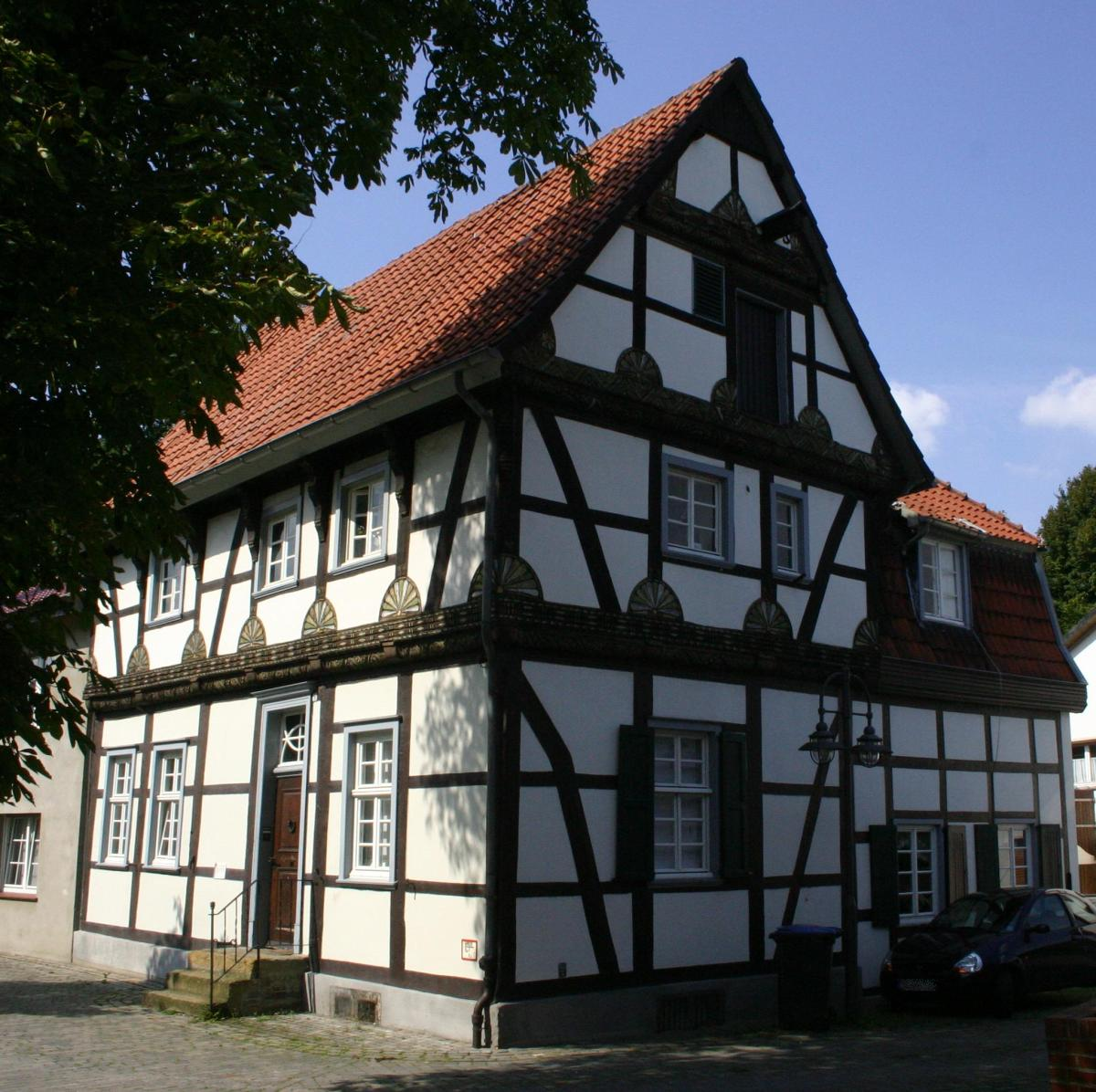
Keur-Keuls Ambtshuis, Oestinghausen
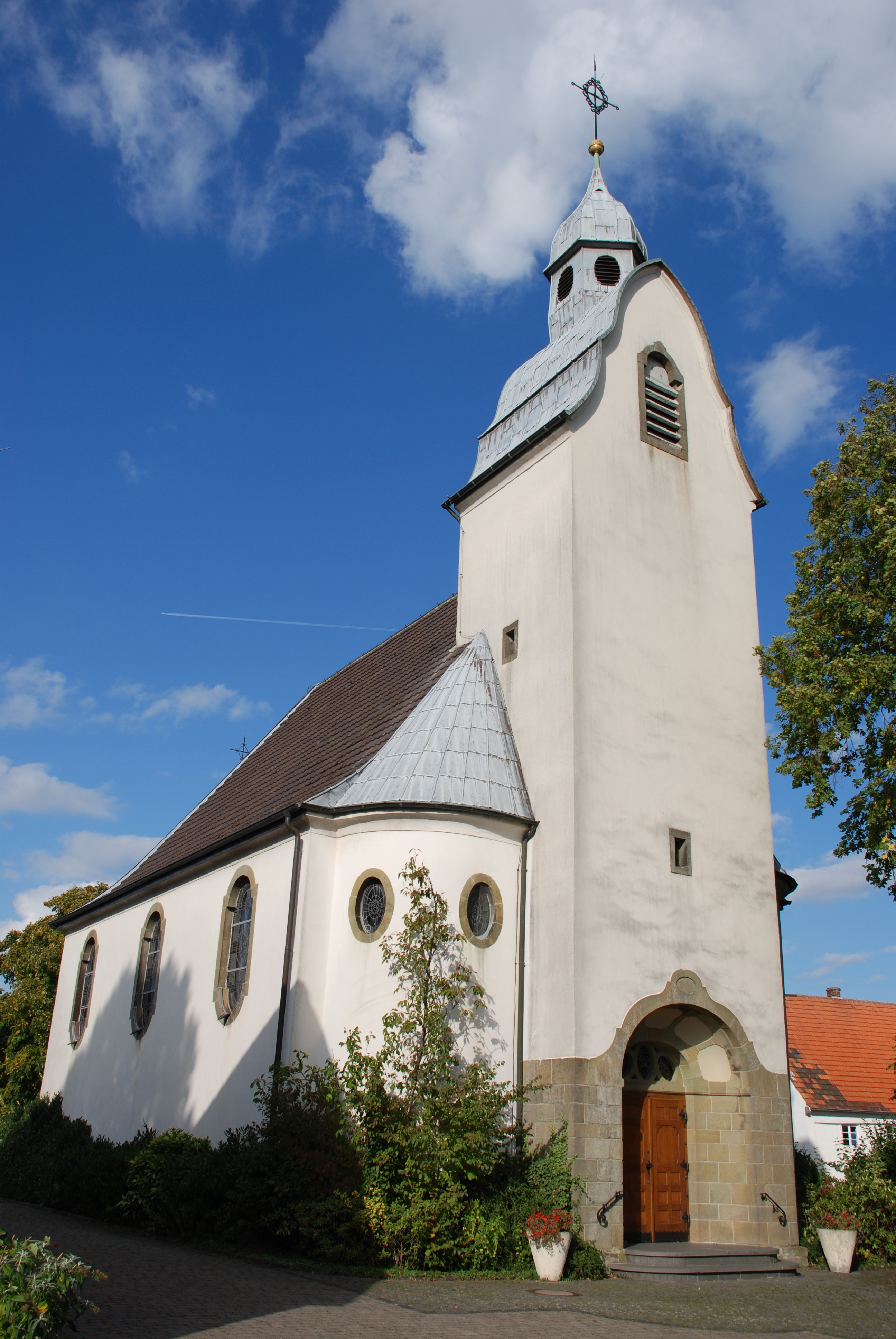
Johannes-de-Doperkerkje, Schoneberg (1913)
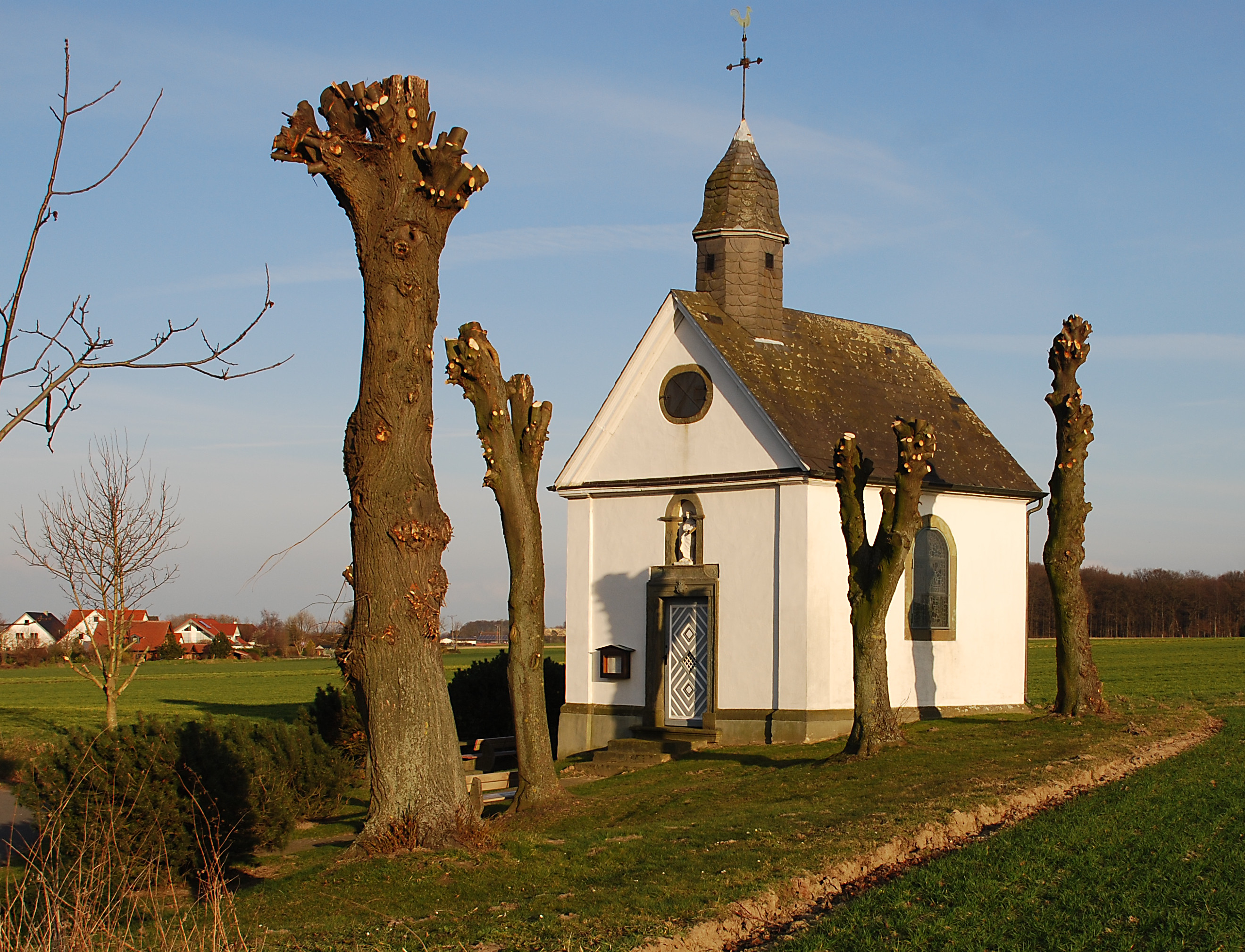
St. Annakapel, Nordwald (1e helft 18e eeuw)

### Overige

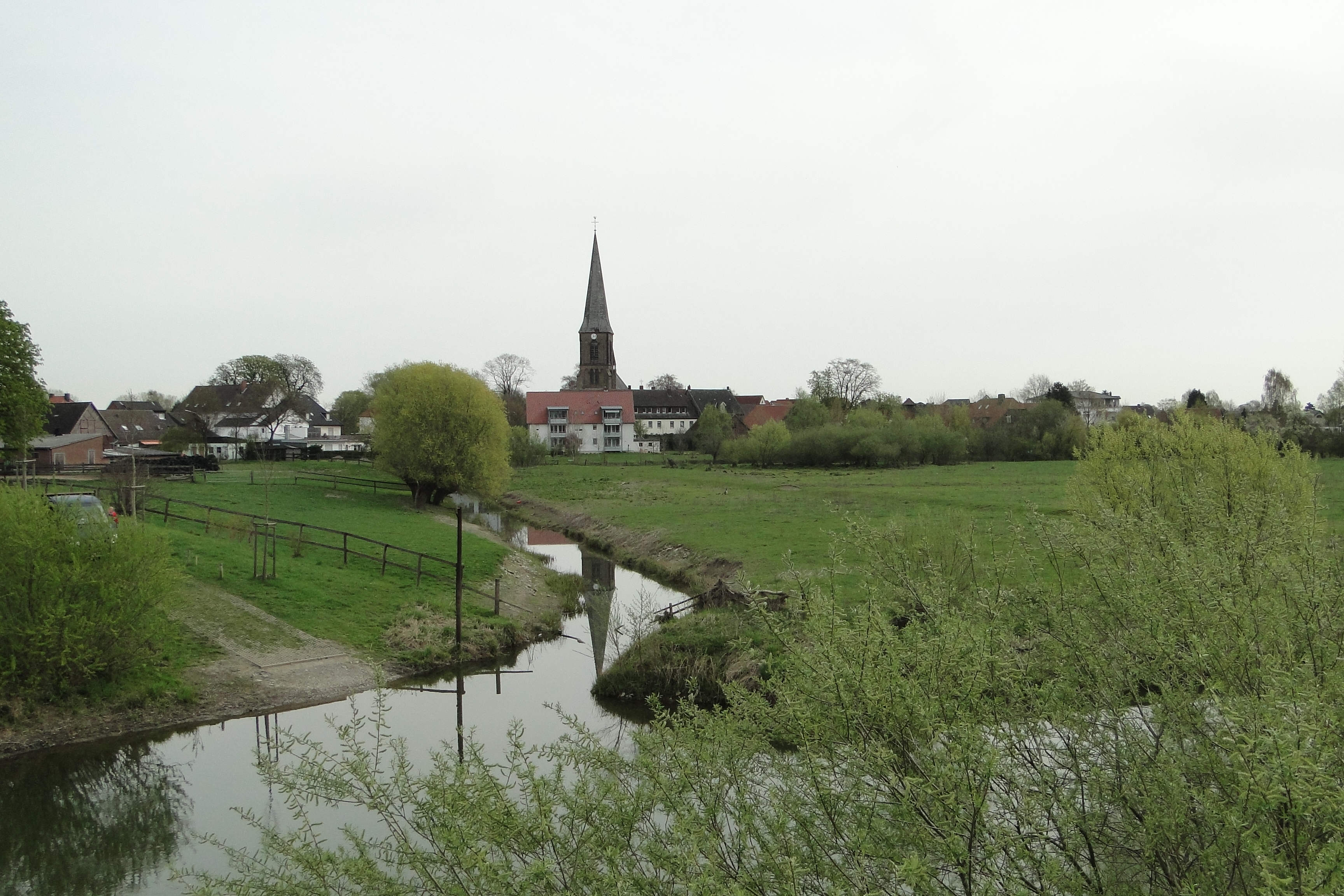
Gezicht op Lippborg
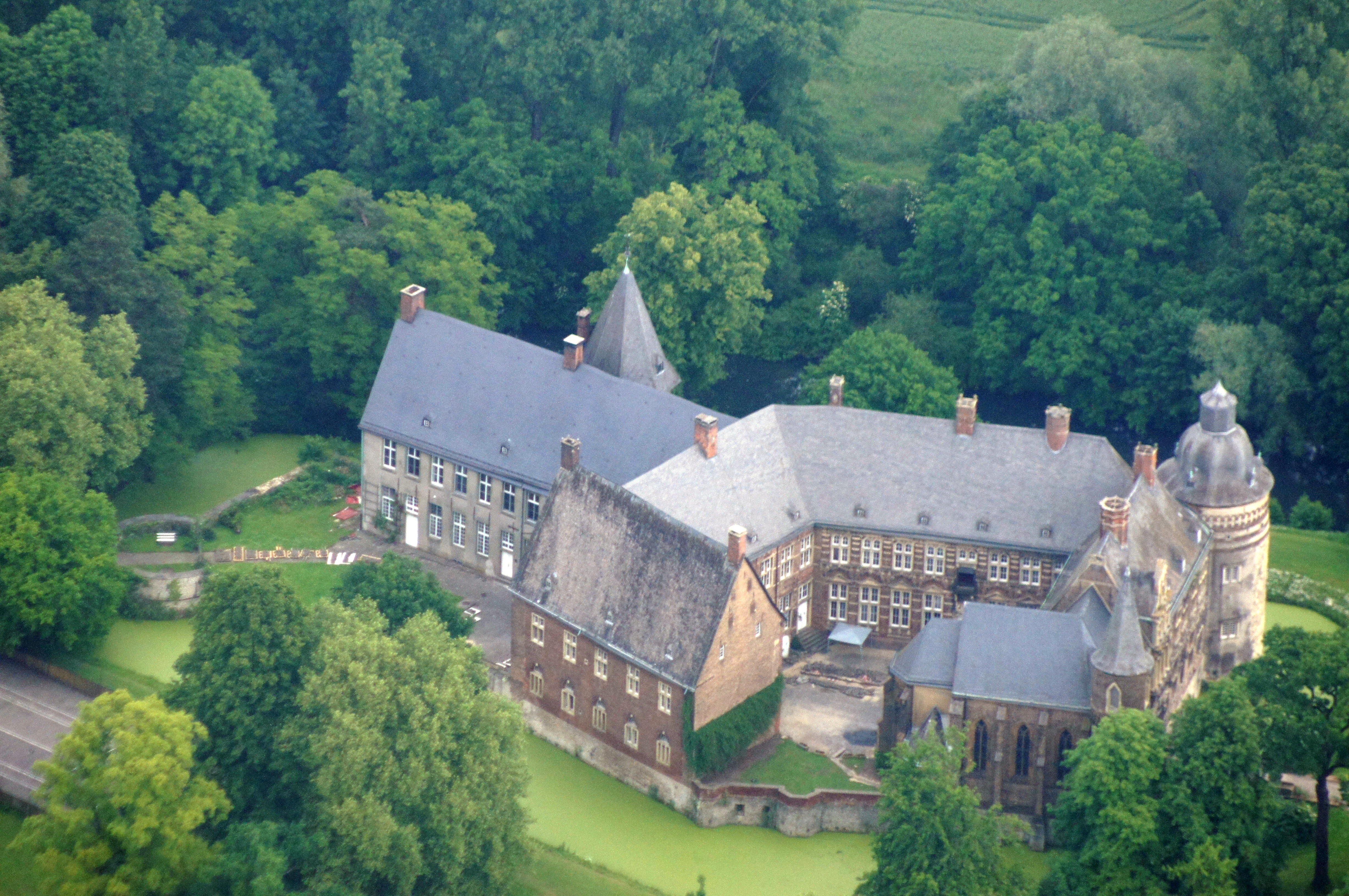
Haus Assen
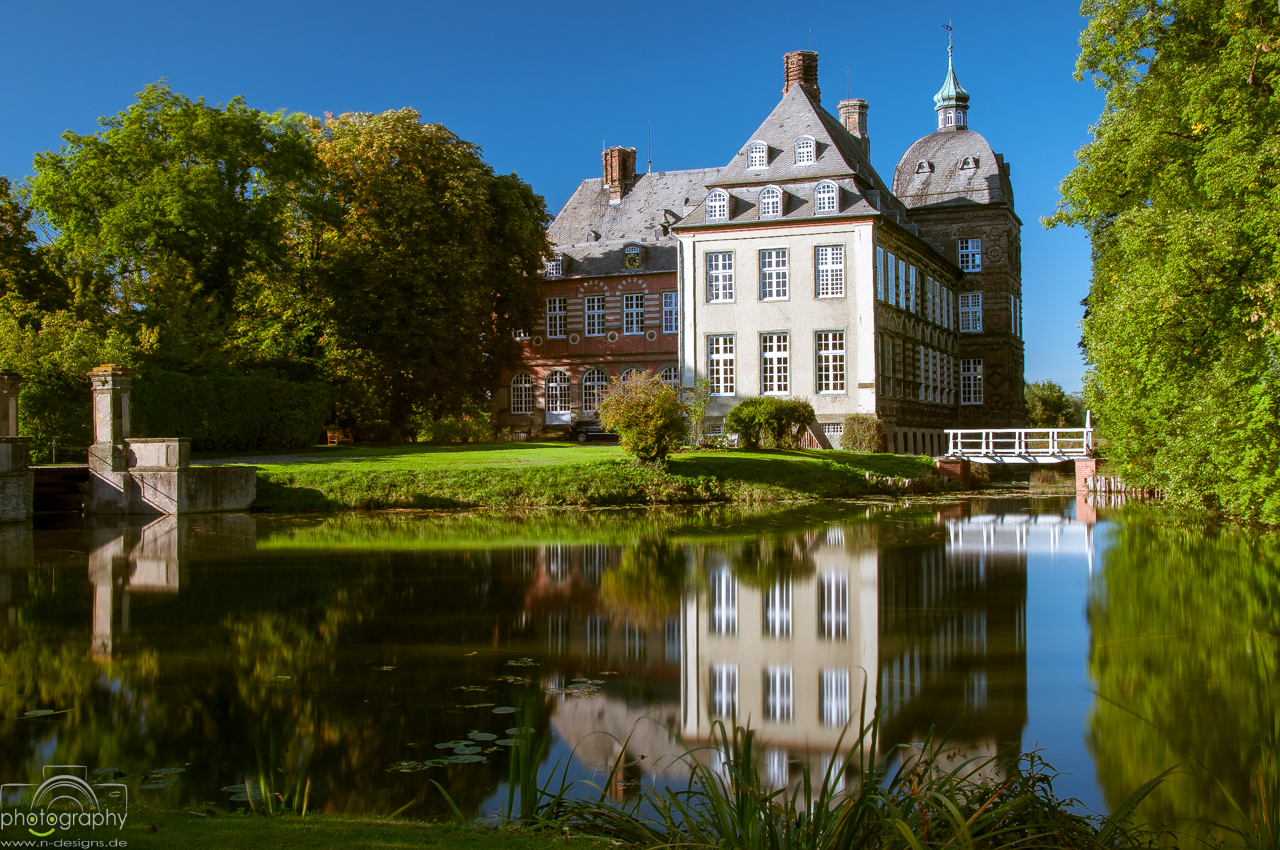
Schloss Hovestadt
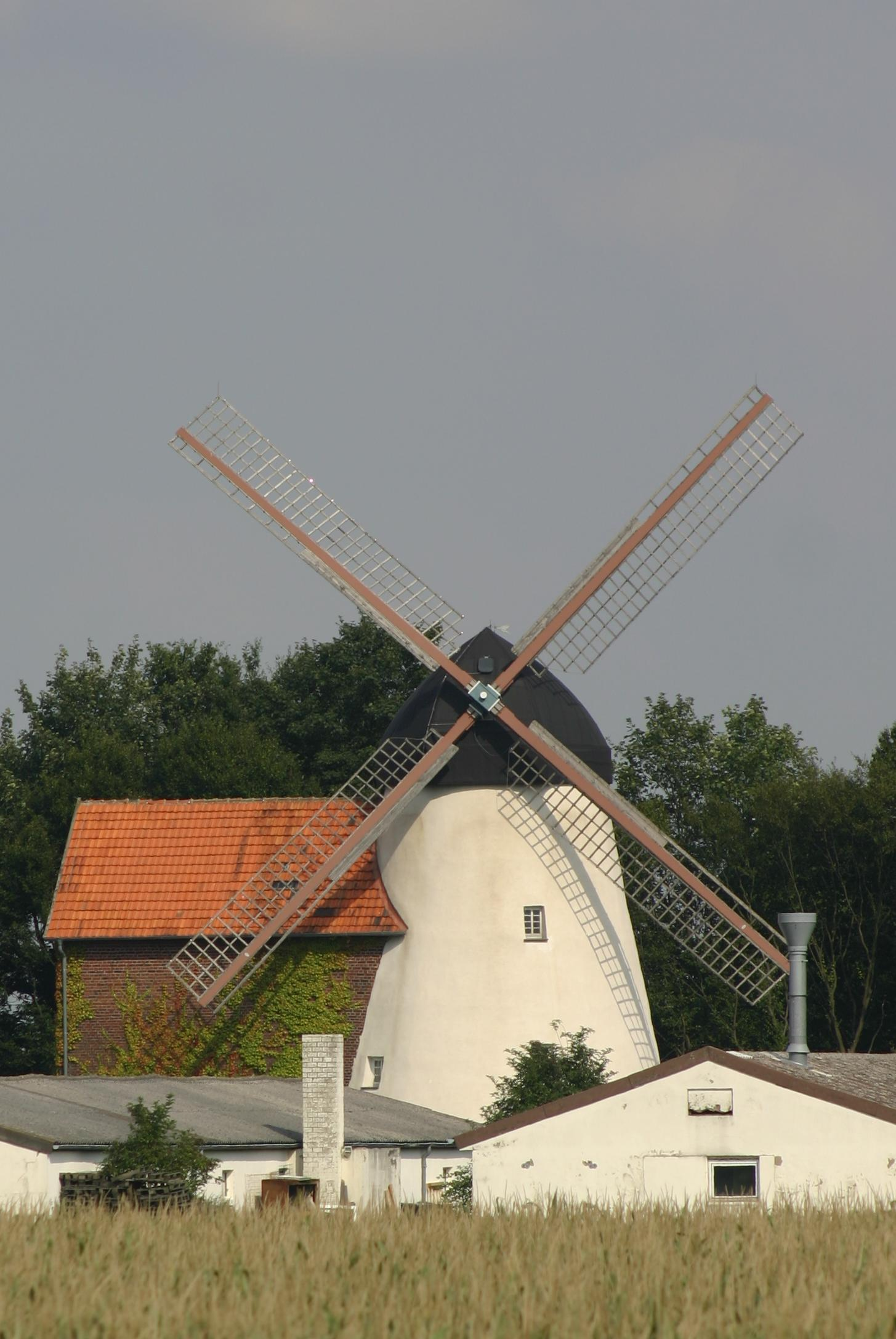
Sandkers Windmolen Heintrop
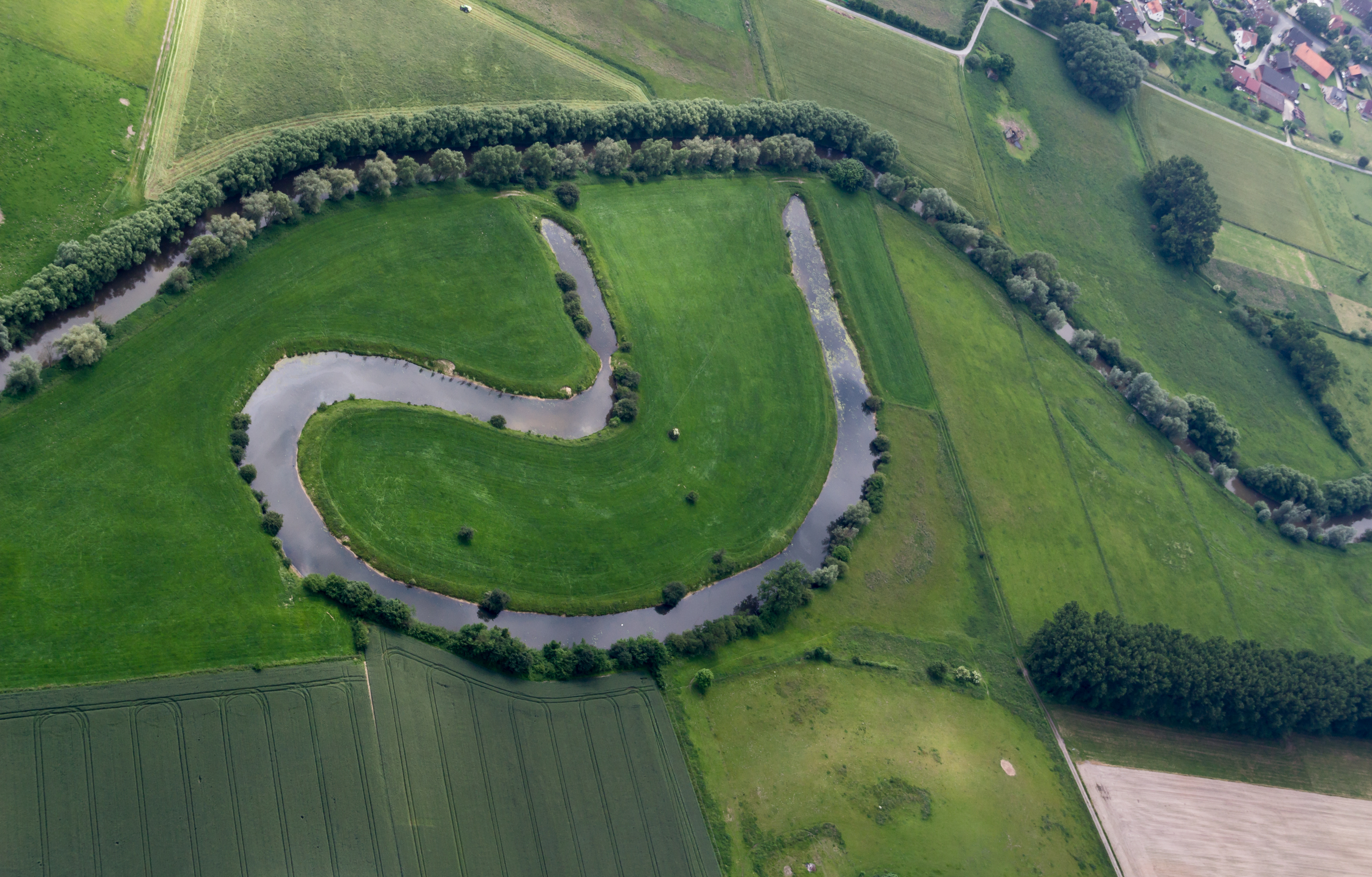
Landschap langs de Lippe bij Lippborg

## Belangrijke personen in relatie tot de gemeente

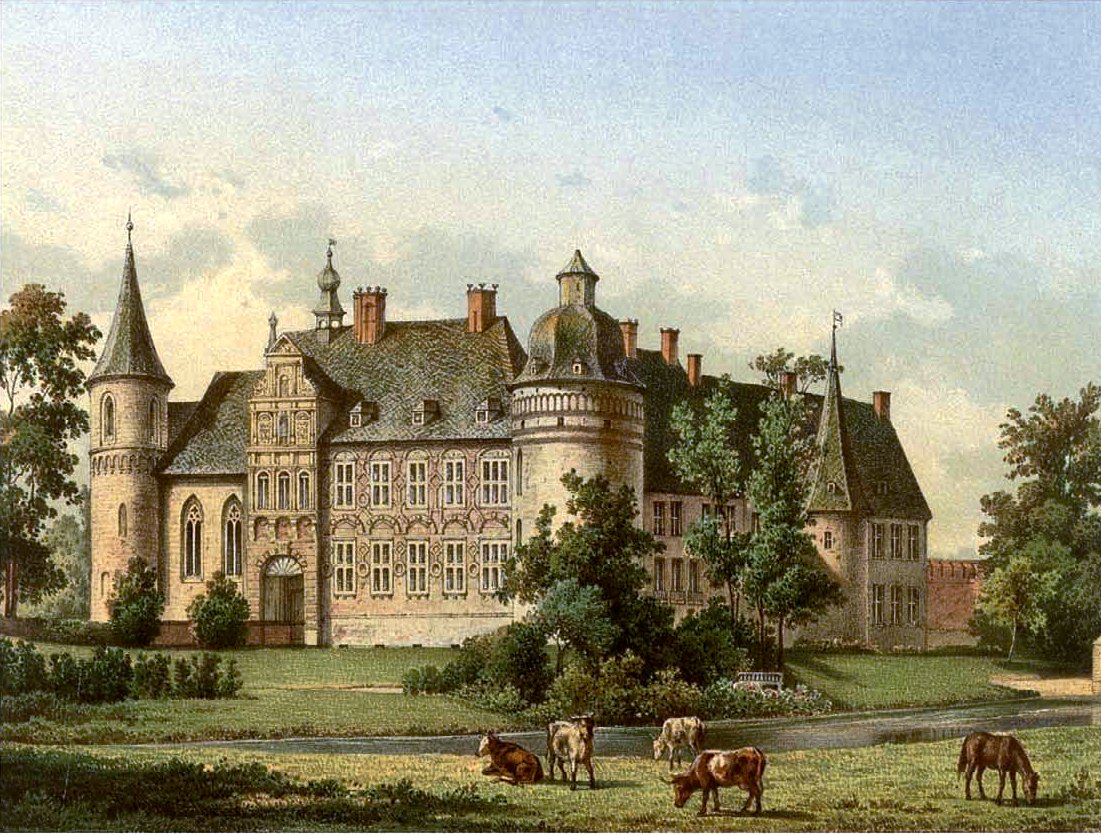
Kasteel Assen (prent van omstreeks 1860)
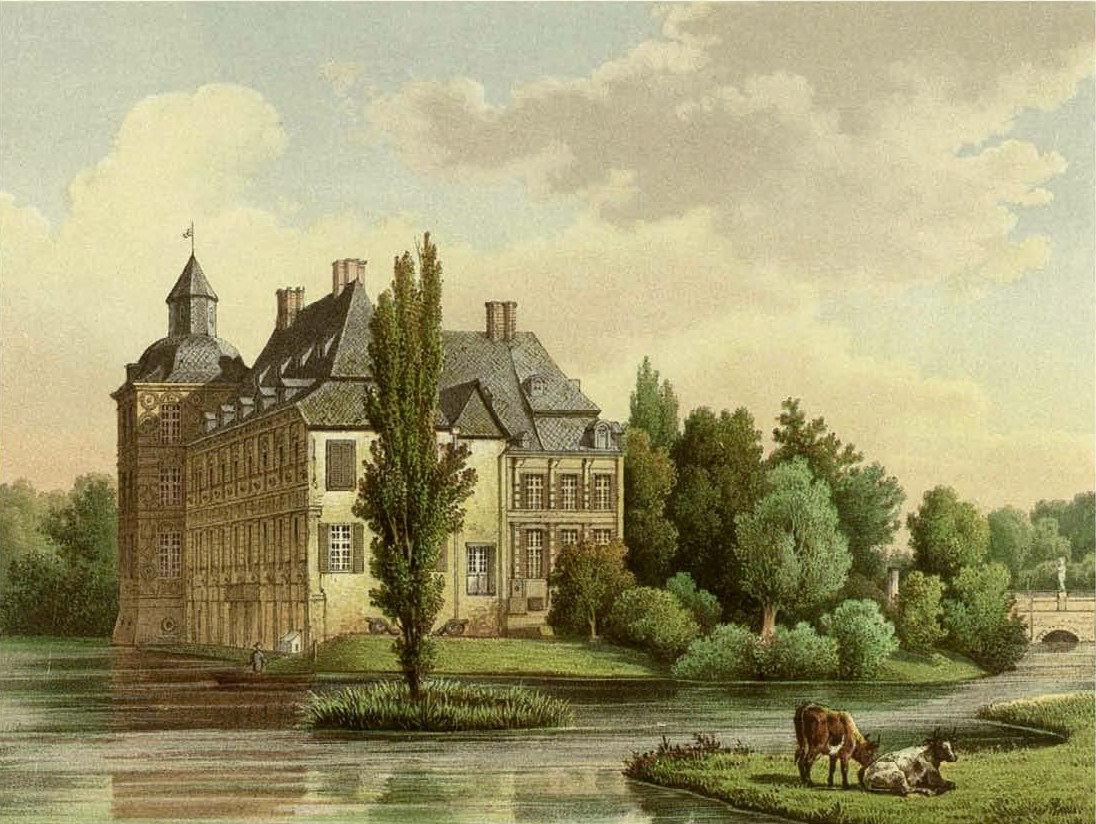
Kasteel Hovestadt (prent van omstreeks 1860)

- Talrijke leden van het adellijke geslacht Kettler of Ketteler zijn in Kasteel Assen of in Kasteel Hovestadt geboren of overleden, of hebben er gewoond. Men klikke onderaan dit artikel op Categorie: Huis Kettler voor een opsomming van leden van dit geslacht en voor doorverwijzingen. Wellicht historisch de belangrijkste onder hen was :
  - Willem van Ketteler (Kasteel Assen, 1512 - Coesfeld, 18 mei 1582), prins-bisschop van Münster in de 16e eeuw
- Johanna Reichsgräfin von Westphalen zu Fürstenberg (* 24 september 1936 in Kasteel Assen, Lippborg; geboren Johanna (d'Arc) Paula Alphonsa Josepha Antonia Huberta Maria de Mercede Cosmas en Damianus Gräfin von Galen; † 21  januari 2016 in Garmisch-Partenkirchen), Duits ultra-orthodox katholiek politica, geboren uit het geslacht Von Galen, waaruit ook haar oudoom Clemens August von Galen stamde; maakte zich sterk voor een strikt standpunt binnen de CDU tegen abortus en emancipatie van LHBTI, en ondersteunster van diverse pro-life- bewegingen in Duitsland.